# Älvsåker
Älvsåker är en småort i Älvsåkers socken i Kungsbacka kommun och som består av flera bebyggelseenheter omkring Älvsåkers kyrka.

## Samhället
Kyrkan är byggd på 1100-talet.
Väster om kyrkan ligger Älvsåkersskolan, en grundskola för årsklasserna ett till nio. Tre nya förskolor har också byggts i anslutning till skolområdet.

## Omgivande små- och tätorter
Cirka 500 meter söder om kyrkan ligger en bebyggelse som sedan 1995 klassats som en småort med namnet Älvsåker.
Väster om kyrkan ligger byggnader som sedan 1995 ingår i tätorten Anneberg. Denna bebyggelse liksom 5 bebyggelseområdena nedan och byggnaderna närmast kyrkan och kyrkan själv ingår sedan 2015 i tätorten Göteborg.
Cirka 250 meter öster om kyrkan ligger en bebyggelse som 1990, men inte senare, klassades som en småort med namnet Kyrkotorp. 
Cirka 500 meter öster om kyrka och 200 meter väster om västra delen av tätorten Hjälmared avgränsade SCB från 1995 till 2015 en småort med namnet Älvsåkers-kyrkotorp (som alltså inte omfattar bebyggelsen i den tidigare småorten Kyrkotorp).

## Idrott
I Älvsåker finns idrottsklubben IF Rigor och fotbollsklubben AIF (Annebergs idrottsförenenig).